# Inspekcja kodu
Inspekcja kodu (inaczej przegląd kodu) – praktyka w dziedzinie inżynierii oprogramowania mająca na celu wykrycie i poprawienie błędów popełnionych w kodzie w czasie fazy pisania oprogramowania, a co za tym idzie, poprawienie jakości tworzonego produktu. Praktyka ta polega na przeglądzie kodu napisanego przez programistę przez inną osobę przed włączeniem kodu do systemu kontroli wersji i przekazaniem go do testowania.
Inspekcje kodu są jedną z ważniejszych elementów metodyk wytwarzania oprogramowania, takich jak programowanie ekstremalne lub Feature Driven Development.